# 덩컨 셰이크
덩컨 스콧 시크(영어: Duncan Scott Sheik, 영어 발음: /ʃiːk/, 1969년 11월 18일~)는 미국의 싱어송라이터이자 작곡가이다. 현재 창가학회 협회 미국 지사에 가입되어 있다.